# Ріо-Гранде
Рі́о-Гра́нде (у Мексиці — Ріо-Браво-дель-Норте) — річка у Північній Америці, на території Сполучених Штатів Америки та Мексики. Починається в горах Сан-Хуан (система Скелястих гір) у штаті Колорадо (США), протікає долиною Сан-Луїс, далі тече на південь, в штат Нью-Мексико через міста Альбукерке і Лас-Крусес, далі через міжнародну міську агломерацію Ель-Пасо—Хуарес; з цього місця і до гирла утворює природний кордон між США і Мексикою. Впадає у Мексиканську затоку, утворюючи дельту. Попри назву (у перекладі з іспанської — Велика річка) і довжину, Ріо-Гранде судноплавна лише у нижній течії, місцями її можна перейти убрід. Довжина 3034 км (третя за довжиною річка США).
Живлення дощове і снігове. Найбільш багатоводна з вересня по листопад, влітку на окремих ділянках майже пересихає. Води річки майже повністю розбираються для зрошування, до гирла доходить не більше 3 % стоку. Головна притока, Ріо-Кончос, впадає нижче Ель-Пасо. Інші відомі притоки: Пекос і Девілс-Рівер. На річці розташовані гідроелектростанції: Elephant Butte, ГЕС Амістад, ГЕС Фалькон.

## З історії
- У XIX столітті раби з Техасу утікали через Ріо-Гранде до Мексики у пошуках свободи, мексиканська політика лібералізму і аболіціонізму надавала їм у цьому підтримку.
- 1997 року річка була визнана однією з таких, що складають американську спадщину.
- В роки правління президента Дональда Трампа з його політикою «великої стіни» Ріо-Ґранде знов привернула велику увагу через загострення боротьби проти нелегальної міграції з Мексики[1]